# Islamski socjalizm
Islamski socjalizm – termin ukuty przez muzułmańskich teologów, określający bardziej uduchowioną formę socjalizmu. Islamscy socjaliści uważają, że nauki Koranu i Mahometa – szczególnie zakat – są zgodne z zasadami równości gospodarczej i społecznej. Muzułmańscy socjaliści czerpią inspirację z wczesnego ustroju Medyny ustanowionego przez Mahometa. W przeciwieństwie do zachodniego ruchu socjalistycznego (jak i chrześcijańskich demokratów), część z nich nie chce rozdziału religii od państwa, deklarując przy tym chęć budowy demokratycznych struktur państwowych. Za narodziny współczesnego socjalizmu islamskiego uznaje się początek ruchu antyimperialistycznego na Bliskim Wschodzie.

## Historia
Za prekursora islamskiego socjalizmu przez wielu uważany jest Abu Dharr al-Ghifari, przyjaciel Mahometa. Protestował on przeciw niesprawiedliwości społecznej i gromadzeniu bogactwa przez klasę rządzącą kalifatem, a szczególności Usmana ibn Affana. Wzywał przy tym do sprawiedliwej redystrybucji bogactwa. Według części historyków do pierwszych fuzji islamu i ideologii socjalistycznej doszło w Rosji na przełomie wieku XIX i XX wieku. Ruch ten narodził się w Tatarstanie i skupiał głównie islamskich chłopów i drobnomieszczan pozostających w opozycji do monarchii rosyjskiej. Ruch został brutalnie stłumiony z inicjatywy caratu. Represje spowodowały zejście islamskich socjalistów do podziemia i rozpoczęcie przez nich współpracy z socjalistami, socjaldemokratami i komunistami tworzącymi antycarską opozycję. W tym czasie wykrystalizował się ruch islamski znany jako Wäisi, który po rewolucji w 1905 roku wprost określał się jako „islamski socjalizm”.
Pierwszy rząd, a w zasadzie komuny oparte na zasadach socjalizmu islamskiego, powstały w czasie rewolucji październikowej, podczas której Wäisi sprzymierzyli się z ruchem bolszewickim i poparli program polityczny Włodzimierza Lenina. Po śmierci Lenina w 1924 roku, Wäisi wycofali swoje poparcie względem rządu i uznali, że islam jest ideą odrębną od komunizmu w bolszewickim wydaniu. W rezultacie ruch naraził się na czystki ze strony administracji Józefa Stalina i został rozbity w latach 30. W czasie rewolucji aktywny był również Muzułmański Socjalistyczny Komitet Kazania.
Kolejni działacze propagujący fuzję islamu z socjalizmem pojawili się w Indiach. Jednym z nich był antykolonialny działacz Ubaidullah Sindhi, który ścigany przez władze kolonialne ukrył się w Rosji, gdzie był świadkiem tamtejszej rewolucji. W Rosji pozostał do 1923 roku, gdzie zapoznał się z ideologią komunistycznych rewolucjonistów. Sindhi odrzucił komunistyczne poglądy, tj. odrzucenie religii i ateizm, przyjął natomiast tradycyjnie socjalistyczne doktryny, tj. równość ekonomiczną i sprawiedliwość społeczną. Zbliżone do Sindhiego poglądy miał Hafiz Rahman Sihwarwl, który również przyjął lewicowe poglądy na skutek rewolucji rosyjskiej. Kontynuatorami tej linii był m.in. Khalifa Abdul Hakim, który stał się szczególnie aktywny po utworzeniu niepodległego Pakistanu w 1947 roku, gdzie tamtejsi socjaliści islamscy przyjęli poglądy o wiele bardziej zbliżone do europejskiej socjaldemokracji, aniżeli pierwsi działacze zafascynowani rewolucją rosyjską. Temat islamskiego socjalizmu rozwinął również pakistańsko-indyjski myśliciel Muhammad Iqbal.
Inny nurt islamskiego socjalizmu powstał na Bliskim Wschodzie po utworzeniu w 1948 roku państwa Izrael. Nurt ten był nacjonalistyczny i rewolucyjny i zbliżony do socjalizmu arabskiego. Odrębnym od islamskiego socjalizmu nurtem był baasizm, głoszący równouprawnienie wyznań i świeckość państwa, uznający jednak islam za wyjątkowe świadectwo arabskiej kultury. Z czasem ruchy antykolonialne w krajach takich jak Jemen, Egipt, Syria, Algieria czy Irak zostały zdominowane przez ruch socjalistyczny.

## Rządy zbliżone do islamskiego socjalizmu

### Egipt
Pierwszym rządem zbliżonym do islamskiego socjalizmu był ten powstały w wyniku rewolucji egipskiej 1952 roku. W wyniku rewolucji członkowie powstałej w 1948 roku grupy spiskowej Wolnych Oficerów przeprowadzili pucz obalający probrytyjskiego monarchę. Rewolucjoniści po likwidacji monarchii utworzyli w jej miejsce republikę. Zrzeszający głównie arabskich socjalistów ruch oficerskich początkowo poparty został przez religijne Bractwo Muzułmańskie. Po 1954 roku rewolucyjny prezydent Egiptu Gamal Abdel Naser zaczął wdrażać świecki kurs zakładający rozdział religii i państwa. Członkowie islamistycznej organizacji dokonali nieudanego zamachu na Nasera, który poskutkował licznym represjami, które spotkały islamistów egipskich. Rządzącym ugrupowaniem na wiele lat stała się Arabska Partia Socjalistyczna.

### Irak
W 1958 roku grupa oficerów zainspirowanych sukcesem rewolucji egipskiej przeprowadziła pucz w Iraku, ustanawiając republikę i obalając monarchię. Rząd przyjął umiarkowany kurs, a w kraju nie powstała silna partia socjalistyczna. Sytuację zmienił zamach stanu z lutego 1963 roku, w wyniku którego władzę przejęła bardziej radykalna grupa wojskowych wspólnie z iracką gałęzią Partii Baas. Skrzydło to utraciło władzę w 1966 roku. Baasiści ponownie doszli do władzy w 1968 roku w wyniku kolejnego puczu wojskowego. Tym razem udało się im ustabilizować władzę, a socjalizm w baasistowskim wydaniu stał się dominującą ideologią Iraku. Partia Baas utrzymała swoje rządy w Iraku do 2003 roku, gdy rząd Saddama Husajna został obalony w wyniku interwencji Stanów Zjednoczonych i ich sojuszników.

### Syria

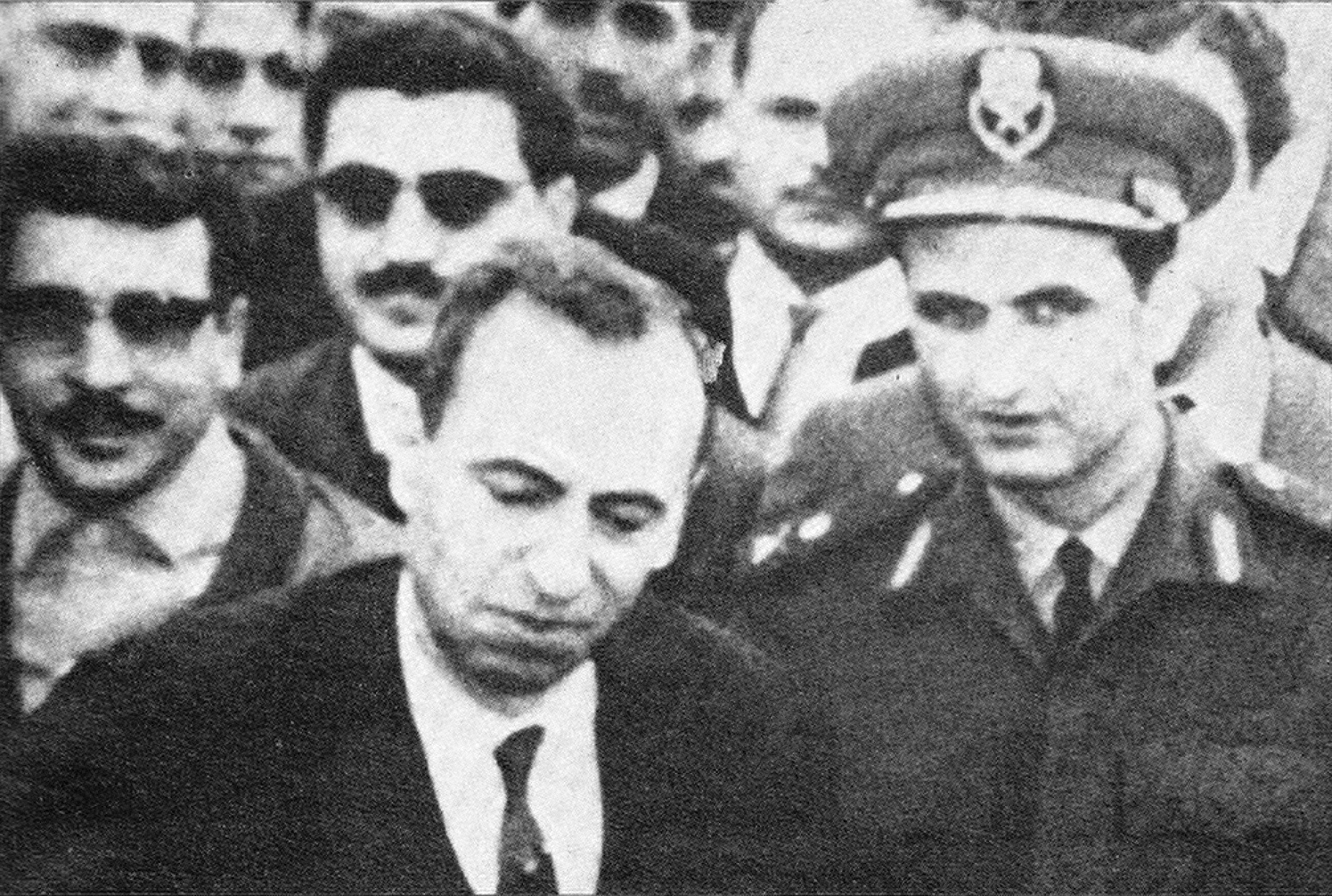
Michel Aflak, jeden z twórców partii Baas, i Salah Dżadid, przewodzący Komitetowi Wojskowemu, po przewrocie 8 marca 1963 w Syrii

Sytuacja wewnętrzna Syrii po uzyskaniu przez ten kraj suwerenności była bardzo skomplikowana. Tylko w 1949 doszło do trzech wojskowych zamachów stanu. W 1956 roku Syria była pierwszym państwem arabskim, które zasiliło „obóz radziecki”. Za przykładem Syrii do ZSRR zbliżył się Egipt. W 1958 roku oba kraje utworzyły na gruncie idei panarabizmu Zjednoczoną Republikę Arabską. Republika upadła po puczu w Syrii z 1961 roku. W 1963 roku w kraju ponownie doszło do przewrotu, zorganizowanego przez Komitet Wojskowy partii Baas, która tym samym zdołała przejąć pełnię władzy. Kraj dalej pozostawał jednak niestabilny politycznie ze względu na konflikt między radykałami a umiarkowanymi działaczami rządzącej partii. Do ostatecznej stabilizacji doszło w latach 70., gdy władzę przejął generał Hafiz al-Asad, reprezentujący umiarkowane skrzydło partii. Za jego prezydentury Syria stałą się najbardziej stabilnym oraz radykalnym ideowo ze wszystkich państw arabskich. Hafiz al-Asad sprawował władzę do 2000 roku. Obecnie prezydentem Syrii jest jego syn, Baszszar al-Asad, również wywodzący się z Baas.

### Algieria
W 1954 roku składający się z elementów lewicowo-nacjonalistycznych Komitet Rewolucyjny Jedności i Akcji (a według innych tłumaczeń Rewolucyjna Rada Jedności i Działania) przekształcił się we Front Wyzwolenia Narodowego. Front przyjął rolę największego ugrupowania nacjonalistycznego walczącego w wojnie o niepodległość Algierii. W chwili klęski francuskich wojsk kolonialnych to właśnie Front stał się partią rządzącą. Niepodległą Algierią w latach 60. wstrząsnął konflikt między przywódcą partyjnych radykałów Ahmadem Ben Bellą a umiarkowanym Huari Bumedienem. W 1965 roku Bumedien obalił Ben Bellę drogą puczu. W trakcie swoich rządów przeprowadził socjalistyczne reformy gospodarcze i zwalczał konserwatywne grupy islamistów. W odróżnieniu od innych socjalistów arabskich nie orientował się na współpracę ze Związkiem Radzieckim, pozostał jednak radykalnym krytykiem proamerykańskich monarchii arabskich, Izraela, duchownych islamskich oraz kapitalizmu. Socjalistyczne rządy Algierii aktywnie wspierały zagraniczne ruchy niepodległościowe i antykolonialne.

### Palestyna
Do końca lat 80. (a więc czasu popularyzacji islamskich ruchów) w palestyńskim ruchu wyzwoleńczym dominowały grupy domagające się utworzenia świeckiego i demokratycznego państwa palestyńskiego – członkowie tych ruchów zwani fedainami reprezentowali na ogół poglądy lewicowo-nacjonalistyczne, socjalistyczne czy komunizujące. Inspirowali się przy tym ruchami partyzanckimi z Wietnamu, Chin, Ameryki Łacińskiej czy Algierii.

### Jemen

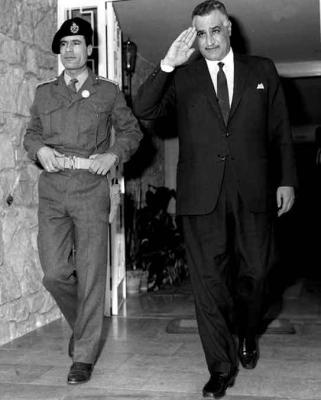
Mu’ammar al-Kaddafi i prezydent Egiptu Gamal Abdel Naser (1969)

W będącym brytyjską kolonią Jemenie Południowym ruch nacjonalistyczny został zdominowany przez Jemeński Front Wyzwolenia Narodowego i Front Wyzwolenia Okupowanego Jemenu Południowego. Obie grupy czerpały z ideologii socjalizmu arabskiego Abdel Nasera, a w ich kierownictwie znalazły się osoby o marksistowskich poglądach. Mimo zbieżności ideologicznej obie grupy zwalczały się wzajemnie. W 1967 roku partyzantka pokonała oddziały kolonialne tworząc niezależną republikę. Front Wyzwolenia Narodowego rozpoczął kolejną zbrojną kampanię przeciwko konkurencyjnej grupie. Starcia wewnętrzne zakończyły się w 1969 roku zwycięstwem Frontu Wyzwolenia Narodowego. Proklamowano powstanie Ludowo-Demokratycznej Republiki Jemenu Południowego i utworzenie Jemeńskiej Partii Socjalistycznej. Lewicowy rząd Jemenu Południowego zbliżył się do ZSRR, Chin i Kuby z którymi to podpisał serię umów o współpracy gospodarczej, obronnej i kulturalnej. Północna część kraju rządzona przez środowiska proamerykańskie i prosaudyjskie pozostała w opozycji do Południa.
Na północy działała półlegalna Rewolucyjna Partia Demokratyczna Jemenu domagająca się zjednoczenia Jemenu w ramach systemu socjalistycznego. W 1972 doszło do zbrojnego konfliktu Ludowego Jemenu z Jemeńską Republiką Arabską. Jemen Południowy po zakończeniu wojny próbował ingerować w sprawy wewnętrzne swojego sąsiada i wspierał lewicowych rebeliantów na jego terytorium. Gdy 1976 roku na północy, powstał rebeliancki Narodowy Front Demokratyczny który dwa lata później rozpoczął rebelię antyrządową, działania rebeliantów poparł rząd południowojemeński. Poparcie rebeliantów przez Ludowy Jemen poskutkowało kolejną nierozstrzygnięta wojną między państwami jemeńskimi w 1979 roku. Rząd Południowego Jemenu wspierał również lewicowy ruch partyzancki w sąsiedni Omanie. W trakcie trwania rebelii w Zufarze dzięki wsparciu ze strony Południowego Jemenu, grupa rebeliancka Ludowy Front Wyzwolenia Okupowanej Zatoki Perskiej zdołała w 1969 roku zdobyć znaczne połacie zachodniej części państwa.

### Libia
W Libii pułkownik Mu’ammar al-Kaddafi zorganizował własny Ruch Wolnych Oficerów i w 1969 roku przeprowadził antymonarchistyczny pucz. W 1971 roku powołał Arabską Unię Socjalistyczną, która objęła rządy jednopartyjne. Jednocześnie rozpoczął radykalne reformy i zainicjował współpracę militarno-gospodarczą ze Związkiem Radzieckim. Libia pozostawała sojusznikiem ZSRR i przeciwnikiem proamerykańskich monarchii arabskich. W odróżnieniu od innych rządów socjalistycznych regionu, pułkownik łączył zwalczanie islamistów z reformami o konserwatywnym charakterze (np. zniesiony w 1982 roku zakaz sprzedaży alkoholu), zwalczał także komunistów i marksistów. Na początku lat 70. al-Kaddafi opublikował w „Zielonej książce” swoje tezy dotyczące socjalizmu islamskiego będącego fuzją islamizmu, arabizmu i socjalizmu. Dzięki wpływom egipskiego przywódcy Gamala Abdel Nassera, Zielona książka została opublikowana w szeregu państw arabskich.

### Sudan
Sudan uzyskał niepodległość w roku 1957 (od Imperium Brytyjskiego). Do 1969 roku w kraju władzę sprawowały prawicowe koalicje, niebędące w stanie ustabilizować sytuacji w kraju, rządzące naprzemiennie z wojskowymi. W 1969 roku odbył się zamach stanu zainspirowanych naseryzmem oficerów. Przywódcą lewicujących puczystów był Dżafar Muhammad an-Numajri – naserysta i socjalista arabski. An-Numajiri przeprowadził szereg reform w duchu „niezależnego sudańskiego socjalizmu”. Do pierwszego rządu wojskowych weszli również komuniści, wraz z którymi wojsko przeprowadziło socjalistyczne reformy ekonomiczne. Rząd ograniczył również wpływy konserwatywnego kleru i sekularyzował szkolnictwo. Rząd Sudanu zbudował przyjazne stosunki z Libią, Egiptem, ZSRR, Irakiem i Syrią. Prawicowe stronnictwa islamistyczne, zaniepokojone reformami an-Numajriego, powołały koalicje o nazwie Ansar, która po 1971 roku rozpoczęła nieudaną walkę zbrojną. W tym samym roku utworzono Sudańską Unię Socjalistyczną, która stała się rządzącą monopartią. Numajri ustrój Sudanu określał jako „socjalistyczną demokrację”, w której islam odgrywa ważną, aczkolwiek prywatną rolę i nie jest łączony ani z polityką, ani z rządem.

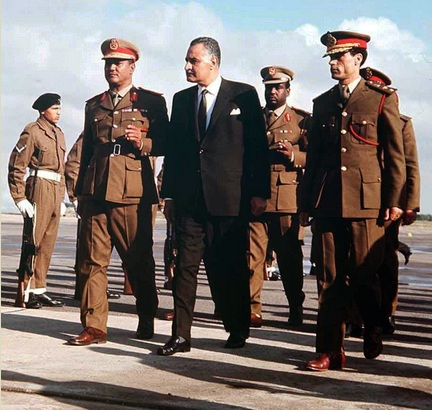
Mu’ammar al-Kaddafi, Gamal Abdel Naser i an-Numajri na lotnisku w Trypolisie w 1969 roku

19 lipca 1971 roku Komunistyczna Partia Sudanu i część oficerów pod przywództwem majora Haszima al-Aty przeprowadziła zamach stanu. Zamach przeprowadzono 19 lipca, a władza wróciła do an-Numajriego 22 lipca. An-Numajria został uwięziony, lecz wkrótce został odbity przez swoich zwolenników. An-Numajri w efekcie wydalił z Sudanu doradców do spraw bezpieczeństwa z NRD, potępił Związek Radziecki i jego sojuszników za przychylność do zamachu stanu oraz zdelegalizował kilka komunistycznych związków zawodowych. Po zamachu stanu oddalił się od ZSRR i zaczął otrzymywać broń z USA. W kolejnych latach pozwolił na uczestnictwo w polityce innych partii i coraz mocniej zbliżał się do islamizmu.

### Somalia
Somalia, która niepodległość uzyskała w 1960 roku, w 1969 roku stała się miejscem puczu wojskowego w wyniku którego władzę przejął Mohammed Siad Barre. Barre wprowadził socjalistyczny model gospodarczy i rozpoczął masową akcję alfabetyzacji. Barre zbudował dobre relacje z arabskimi państwami socjalistycznymi, a także czasowo wprowadził Somalię do „obozu radzieckiego”. Partią rządzącą stała się Somalijska Rewolucyjna Partia Socjalistyczna, opierająca się na „naukowym socjalizmie i egalitarnym przesłaniu islamu”. Socjalistyczny rząd znacjonalizował grunty i fabryki oraz przejął kontrolę nad instytucjami religijnymi, w tym meczetami. Opowiadał się za nacjonalistyczną koncepcją Wielkiej Somalii, która odnosiła się do całości regionu Rogu Afryki, w których mieszkają etniczni Somalijczycy. W 1977 doprowadził do aneksji wschodnioetiopskiej prowincji Ogaden, co doprowadziło do wojny etiopsko-somalijskiej, przegranej przez Somalię, na skutek wsparcia militarnego dla komunizującej Etiopii ze strony bloku wschodniego. Somalia po aneksji Ogadenu utraciła dotychczasowe poparcie ze strony ZSRR i zwróciła się w stronę Zachodu, a w szczególności USA.

### Indonezja
W Indonezji fuzji socjalizmu i islamu dokonał były komunista Tan Malak, który uważał, że islam i komunizm są sobie bardzo bliskie, a Indonezja po uzyskaniu niepodległości powinna być oparta na ich programie. W niepodległym kraju Sukarno, będący pierwszym prezydentem, przyjął wiele idei Malaki zainspirowanych socjalizmem oraz nawiązał współpracę z Komunistyczną Partią Indonezji. Sukarno został odsunięty od władzy w 1967 roku. Jego następca Suharto rozpoczął czystki przeciwko miejscowej lewicy. W represjach zginęło co najmniej 500 tysięcy ludzi a więcej niż milion ludzi trafiło do więzień.

### Pakistan
W Pakistanie zwolennicy socjalizmu islamskiego znaleźli się w Lidze Muzułmańskiej Muhammada Ali Jinnaha. Byli oni jednak niewielką grupą. Na początku lat 60. w czasie dyktatury Ayub Khana, grupa intelektualistów na czele z poetą Hanifem Ramayem zaczęła łączyć dotychczasowe warianty lewicy pakistańskiej z elementami baasizmu. Zwrotem w socjalizmie pakistańskim był rok 1965, gdy Ayub Khan odsunął z ministerialnego urzędu Zulfikara Ali Bhutto. Wówczas Bhutto nawiązał współpracę z lokalnymi działaczami lewicy, w tym marksistami i dwa lata później założył wraz z Hanifem Ramayem Pakistańską Partię Ludową. Partia skupiła w swoim szeregu marksistów, związkowców, liderów studenckich czy intelektualistów. Celami partii była m.in. likwidacja feudalizmu, wprowadzenie gospodarki mieszanej (kontrola nad gospodarką ze strony państwa przy utrzymaniu prywatnej działalności gospodarczej), nacjonalizacja największych banków, szkół czy przemysłu, zachęcanie pracowników do uczestnictwa w zarządzaniu zakładami pracy i tworzenie instytucji demokratycznych. Zdaniem twórców partii, socjalizm był sposobem na wcielenie w życie zasad równości, propagowanych przez Mahometa i Koran.
Pakistańska Partia Ludowa potępiała partie religijne i kler który uważała za reprezentanta interesów kapitalistów, feudałów czy dyktatorów oraz prowodyra zacofania w sferze społecznej. Pakistańska Partia Ludowa w 1970 roku wygrała wybory w Zachodnim Pakistanie, a dwa lata później po secesji Bangladeszu objęła władzę w Pakistanie (mimo tego, że prawicowi islamiści z Dżamat-i-Islami zachęcili kler islamski do potępienia socjalizmu w wydaniu Bhutto jako „ateistycznego” i antyislamskiego”). Na początku lat 70. partia prowadziła „sekretną” zimną wojnę z USA, czego efektem był wspierany przez Amerykanów zamach stanu w 1977 roku, który odsunął ludowców od władzy.

### Afganistan

Sztandar partyjny Ludowo-Demokratycznej Partii Afganistanu

W Afganistanie powstała lewicowa Ludowo-Demokratyczna Partia Afganistanu. W 1978 roku partia z pomocą oficerów wojska obaliła (rewolucja kwietniowa) dyktaturę Muhammada Daoud Chana. Partia Ludowo-Demokratyczna była ugrupowaniem marksistowskim, a jej radykalne reformy napotkały silny opór kleru i posiadaczy ziemskich. Partia została więc zmuszona do ograniczenia reform i stopniowo porzuciła politykę marksistowską na rzecz poglądów bliższych baasizmowi i islamskiemu socjalizmowi. Partia stopniowo zaczęła odchodzić od odwołań do klasyków marksizmu i zaczęła wskazywać na podobieństwa między gospodarczym socjalizmem a islamem. W grudniu 1979 roku po konflikcie wewnątrz partii do Afganistanu wkroczyła Armia Radziecka, która umożliwiła przejęcie w partii władzy przez umiarkowane, lecz proradzieckie skrzydło lewicy na czele z Babrakiem Karmalem.

## Islamski marksizm
„Islamski marksizm” to termin użyty w pracy irańskiego działacza demokratycznego i rewolucjonisty Alego Shariatiego. Termin ten używany jest w dyskusjach na temat niektórych ugrupowań biorących udział w rewolucji irańskiej w 1979 roku, np. Ludowi Mudżahedini.
Ludowi Mudżahedini czerpali z irańskich tradycji socjalistycznych. Pierwsze tendencje islamsko-socjalistyczne w Iranie pojawiły się bowiem w latach 50. a część zwolenników socjalizmu zasiliła centrolewicowy Front Narodowy Mohammada Mosaddegha. Front Narodowy wygrał wybory z 1951 roku i przejął władzę. Z inicjatywy rządu doszło do nacjonalizacji ropy naftowej, demokratyzacji i ograniczenia władzy szacha. Nacjonalizacja spowodowała ostry konflikt z Wielką Brytanią wspartą przez USA. W 1953 roku CIA przeprowadziło pucz, który odsunął centrolewicowców od władzy. Po upadku rządu Mossadegha islamski socjalizm w Iranie zradykalizował się i przyjął marksistowski wydźwięk.
W 1965 roku grupa radykalnych studentów z Teheranu powołała grupę Mudżahedinów Ludowych. Ludowi Mudżahedini szczególnie popularni wśród młodzieży atakowali nie tylko monarchię, ale również duchownych i komunistów. Ideowy mentor ruchu Ali Szari’ati został w 1971 roku potępiony przez rząd, a następnie aresztowany pod fałszywym zarzutem agentury względem ZSRR. W kolejnych latach zmuszony został do emigracji gdzie zmarł (wedle niektórych został otruty z polecenia szacha). W tym czasie Ludowi Mudżahedini przeprowadzili szereg licznych kampanii zbrojnych przeciwko rządowi. Po rewolucji grupa kontynuowała walkę tym razem z rządem islamistycznym która uznała za autokratyczny i reakcyjny. W latach 80. zginęły setki mudżahedinów. W czasie wojny iracko-irańskiej, grupa otrzymała schronienie i pomoc ze strony Saddama Husajna.